# 關展博
關展博（英語：Edwin Kwan Chin-Pok），生於香港。香港、台灣及中國大陸等地資深編劇，作品包括两岸三地的電視劇及香港話劇團之舞台劇。1980年代末離開電視廣播有限公司（TVB）後，為台灣電視劇制作人楊佩佩之金牌編劇。其妻是同於TVB出身之資深編劇陳麗華，兩人於1990年代起多以共用筆名「博華」為台灣及中國大陸等地之電視劇擔任編劇。曾入圍第26屆金鐘獎戲劇節目編劇獎，其作品亦曾榮獲電視金鐘獎連續劇獎。
最新電視作品為2019年的《倚天屠龍記》，其他經典作品包括《獵鷹》、《北斗雙雄》、《天龍八部》、1986年版本的《倚天屠龍記》、1994年版本的《倚天屠龍記》，《書劍恩仇錄》、《末代兒女情》、《花木蘭》、《儂本多情》等等，亦曾為香港話劇團編寫《側門》（1982）及《溥儀》（1983）等舞台劇。

## 經歷
關展博畢業於香港中文大學新聞及傳播學系，加入香港電視廣播有限公司（無綫電視；TVB）編劇組前曾於無綫宣傳部工作。1980年代在無綫先後參與編寫多部電視劇，後離開無綫並與其妻陳麗華為楊佩佩編寫多部電視劇（多為古裝武俠劇和民初時代劇）；其中多部電視劇於金鐘獎中入圍和獲得獎項，如《還君明珠》、《春去春又回》、《末代兒女情》、《儂本多情》、 《笑傲江湖 》等等。至今編寫多達30部電視劇；現為自由身編劇。

## 作品

### 編劇（無綫電視）
- 1981年：《前路》
- 1982年：《獵鷹 》、《天龍八部》
- 1983年：《天降財神》、《再見十九歲》、《北斗雙雄》
- 1984年：《笑傲江湖 (1984年電視劇) 》、《江湖浪子》、《楚留香之蝙蝠傳奇》

### 編審（無綫電視）
- 1985年：《雪山飛狐》
- 1986年：《倚天屠龍記》
- 1987年：《書劍恩仇錄》
- 1988年：《飛躍霓裳》
- 1989年：《決戰皇城》

### 編劇（其他）
- 1987年：《還君明珠》
- 1989年：《春去春又回》
- 1990年：《末代兒女情》（入圍最佳連續劇）
- 1991年：《碧海情天》、《江湖再見》
- 1994年：《倚天屠龍記》
- 1997年：《儂本多情》（入圍1998金鐘獎最佳連續劇）
- 1998年：《神鵰俠侶》
- 1999年：《花木蘭》 （提名2000金鐘獎最佳連續劇）
- 2000年：《笑傲江湖》（入圍2000金鐘獎最佳連續劇）
- 2001年：《青蛇與白蛇》（提名2002金鐘獎最佳連續劇）
- 2002年：《如來神掌》、《官場插班生》
- 2003年：《飛刀又見飛刀》
- 2004年：《風雲II》、《中華英雄》
- 2007年：《新還君明珠》
- 2008年：《新春去春又回》
- 2009年：《新儂本多情》
- 2019年：《倚天屠龍記》

### 舞台劇 (香港話劇團)
- 《側門》1982 [2]（導演鍾景輝 ； 翻譯陳耀雄， 關展博， 黃敏冰）
- 《溥儀》1983 [3]（編劇陳耀雄 ； 關展博 ； 劇本審閱鍾景輝 ； 導演鍾景輝）
- 《象人》1983 [2] （作者班納・龎馬蘭斯； 導演鍾景輝 ； 翻譯陳耀雄， 關展博， 黃敏冰）